# Levante UD
Levante Unión Deportiva, S.A.D. ali na kratko Levante je španski nogometni klub iz Valencie. Ustanovljen je bil 9. septembra 1909 in trenutno igra v La Ligi, 2. španski nogometni ligi.
Z domačih tekmovanj sta vidnejša rezultata Levanteja osvojitev 6. mesta v državnem prvenstvu po sezoni 2011/12 in dve uvrstitvi v četrtfinale španskega kraljevega pokala. Z evropskih tekmovanj je najvidnejši rezultat Levanteja nastop v Evropski ligi v sezoni 2012/13, ko se mu je uspelo prebiti do osmine finala, tam pa ga je izločil ruski Rubin Kazan (0:0, 0:2).
Domači stadion Levanteja je Ciutat de València, ki sprejme 26.354 gledalcev. Barvi dresov sta modra in rdeča. Nadimek nogometašev je Granotas ("Žabe"). Levante je bil leta 2017/18 15. na lestvici, toda odigrali so nekaj vrhunskih tekem, npr. proti Real Madridu 1:1 in 2:2 ter kot edini premagali Barcelono (5:4).

## Rivalstvo
Levante ima rivalstvo z mestnim tekmecem, Valencio.